# Memorial Argo Manfredini 2003
Il Memorial Argo Manfredini 2003 è stato un torneo di tennis facente parte della categoria ATP Challenger Series nell'ambito dell'ATP Challenger Series 2003. Il torneo si è giocato a Sassuolo in Italia dal 2 all'8 giugno 2003 su campi in terra rossa.

## Vincitori

### Singolare
Mariano Albert-Ferrando ha battuto in finale  Renzo Furlan con il punteggio di 7–6(1), 6–3

### Doppio
Paul Baccanello /  Stefano Galvani hanno battuto in finale  Enzo Artoni /  Martín Vassallo Argüello con il punteggio di 7–5, 2–6, 7–5